# Gregoriusorden

Heinrich von Mattoni mit dem Komturkreuz des Gregoriusordens

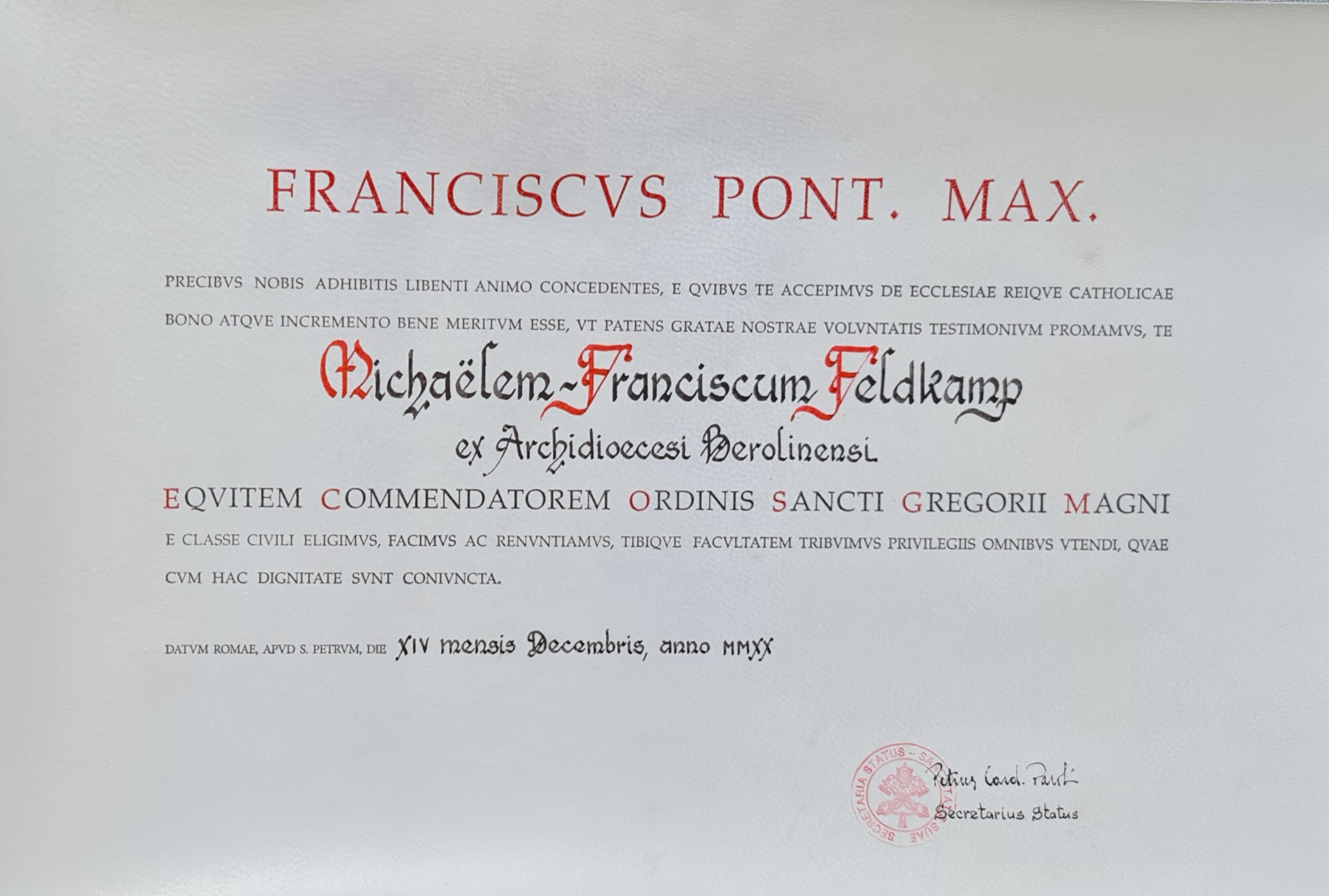
Verleihungsurkunde für das Komturkreuz des Gregoriusordens an Michael F. Feldkamp (2020)

Der Orden des heiligen Gregor des Großen (kurz Gregoriusorden oder Gregorius-Orden; lateinisch Ordo Sancti Gregorii Magni), offiziell Ordine Equestre Pontificio di San Gregorio Magno (Päpstlicher Ritterorden des heiligen Gregor des Großen) ist der vierthöchste Orden für Verdienste um die römisch-katholische Kirche. Er wird mittelbar vom Papst verliehen.

## Geschichte
Der Gregoriusorden, am 1. September 1831 von Papst Gregor XVI. mit dem Breve „Quod summis quibusque“ gestiftet, ist eine der höchsten Auszeichnungen, die der Papst an Laien verleiht. Schon 1834 wurde er allgemein „für den Eifer in der Verteidigung der katholischen Religion“ als Ritterorden verliehen. Seinen Namen erhielt er nach Papst Gregor I., der den Ehrentitel „der Große“ trägt (Papst von 590 bis 604). Während seines Pontifikates gelang es ihm, durch politisches Geschick und gute Verwaltung des kirchlichen Besitzes die Grundlagen für den späteren Kirchenstaat zu schaffen. Papst Johannes Paul II. erneuerte am 2. Juni 1993 den Orden; seitdem wird der Orden auch an Frauen verliehen.
In der Rangordnung der päpstlichen Verdienstorden und Ehrenzeichen steht der Gregoriusorden an 4. Stelle.

## Ordensklassen
Der Orden ist in zwei Abteilungen unterteilt, in eine zivile und in eine militärische, mit folgenden Klassen:
- Großkreuz-Ritter (Cavaliere di Gran Croce) und Großkreuz-Dame (Dama di Gran Croce)
- Komtur mit Stern (Commendatore con Placca) und Komtur-Dame mit Stern (Dama di Commenda con Placca)
- Komtur (Commendatore)
- Ritter (Cavaliere) und Dame (Dama)

Die Träger des Gregoriusordens genießen keine besonderen Privilegien.

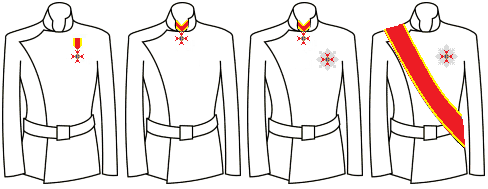
Trageweise des Ordens (v. l. n. r.) IV. bis I. Klasse

## Ordensdekoration
Das Insignien zeigen auf einem achtzackigen, goldenen rot maillierten Kreuz auf der Vorderseite des blauen Mittelschildes das Bild Gregors des Großen mit einer Taube. Rückseitig befindet sich die Inschrift PRO DEO ET PRINCIPE und inmitten eines goldenen Kreises GREGORIUS XVI. P. M. ANNO 1.
Der Orden wird an einem roten, gelb geränderten Band getragen. Die Uniform besteht aus einem dunkelgrünen, vorne offenen Frack mit reicher Silberstickerei, Kragen und Aufschläge von derselben Farbe mit Silberstickerei, dunkelgrünen Hosen mit Silberstreifen, Zweispitz und Degen.

## Bekannte Ordensritter
- siehe: Ritter des Gregoriusordens